# Bataille du nord de la Birmanie et de l'ouest du Yunnan
Théâtre d'Asie du Sud-Est de la Seconde Guerre mondiale
Seconde guerre sino-japonaise
Batailles
Invasion japonaise de la Birmanie :
- Rivière Bilin
- Pont de la Sittang
- Pégou
- Barrage routier de Taukkyan
- Route Yunnan-Birmanie (Tachiao
- Oktwin
- Taungû)
- Shwedaung
- Prome
- Yenangyaung

Opérations en Birmanie (1942-1943) :
- Arakan
- The Hump
- Chindits
- Nord de la Birmanie et ouest du Yunnan

Opérations en Birmanie en 1944 :
- Chindits (2)
- Admin Box
- U-Go (Imphal
- Sangshak
- Court de tennis
- Kohima)
- Myitkyina
- Mogaung
- Mont Song

Opérations en Birmanie (1944-1945) :
- Meiktila et Mandalay
- Pakokku et Irrawaddy
- Colline 170
- Île de Ramree
- Tanlwe Chaung
- Dracula
- Elephant Point
- Coude de la Sittang

La bataille du nord de la Birmanie et de l'ouest du Yunnan (chinois : 滇西 緬北 戰役) est le nom de la campagne chinoise et leurs alliés lors de la campagne de Birmanie de 1943–45.
C'est l'une des batailles à grande échelle de la guerre de résistance contre l'agression japonaise, située dans la zone frontalière entre la province du Yunnan, la Chine et le nord du Myanmar, à partir du début de décembre 1943. Le but de la bataille est d'ouvrir l'autoroute Chine-Inde. Fin mars 1945, le corps expéditionnaire chinois, l'armée britannique et les Merrill's Marauders s'associent à Muse, en Birmanie, tandis que l'armée japonaise perd le bastion du nord de la Birmanie.
Les forces alliées furent formées conjointement par les troupes de la Chine, des États-Unis et du Royaume-Uni. Parmi eux, les forces chinoises participantes comprenaient l'armée chinoise en Inde et le corps expéditionnaire chinois. Le commandant en chef de la campagne était le général Wei Lihuang de l'armée nationale chinoise, et le commandant adjoint de la campagne était le général Joseph Stilwell de l'armée américaine. La principale force de l'armée japonaise était le front birman japonais. Le commandant de la bataille était Masakazu Kawabe, puis Heitarō Kimura, plus tard Shinichi Tanaka et d'autres. L'effectif total comprenait plus de 400 000 hommes pour les Alliés et de 150 000 pour le Japon.
La bataille du nord du Myanmar et de l'ouest du Yunnan a duré un an et demi. Au prix de 31 443 personnes tuées et 420 000 blessées, les Alliés ont tué plus de 25 000 soldats japonais, ouvert la ligne de transport international du sud-ouest de la Chine — la route de Birmanie, et récupéré la totalité des terres perdues sur la rive ouest du fleuve Salouen dans l'ouest du Yunnan.

## Contexte
Au tournant du printemps et de l'été 1942, l'armée japonaise captura la Birmanie et se prépara immédiatement à attaquer l'ouest du Yunnan pour se battre le long de Burma Road, conquérir le Yunnan et menacer Chongqing. Le 4 mai 1942, l'armée japonaise envahit le comté de Longling, et dépêcha en même temps 54 avions pour effectuer un violent bombardement de Baoshan. Le 10 mai, l'armée japonaise envahit la ville frontalière de Tengchong. À ce stade, une grande zone à l'ouest de fleuve Salouen tomba aux mains de l'armée japonaise. La 71e armée du corps expéditionnaire chinois mit en place des défenses sur la rive est de la rivière Nu, contrecarra à plusieurs reprises la tentative de l'armée japonaise de se déplacer vers l'est, stabilisant ainsi la situation de guerre tout en la confrontant de l'autre côté de la rivière pendant deux ans.
À cette époque, après que la route de la Birmanie, qui était autrefois la seule artère de transport terrestre international, ait été coupée, une grande quantité de fournitures militaires vers la Chine ne pouvait être transportée que par l'US Air Force à travers « The Hump » avec beaucoup de difficulté. Afin de reprendre le contrôle de la route de la Birmanie, les six divisions des forces expéditionnaires chinoises en Inde et les forces britanniques et indiennes lancèrent conjointement une contre-attaque contre l'armée japonaise dans le nord du Myanmar à la fin d'octobre 1943 et obtinrent les premiers résultats. Le 17 avril de l'année suivante, le corps expéditionnaire chinois mit en œuvre un plan de contre-attaque pour traverser le fleuve.

## Batailles du Nord de la Birmanie et du Yunnan occidental
- Bataille de Yupang octobre - décembre 1943
- Bataille de Lashio janvier 1944
- Bataille de Maingkwan février - 5 mars 1944
- Bataille de Mogaung mars 1944
- Siège de Myitkyina avril - août 1944
- Bataille du mont Song mai - septembre 1944
- Bataille de Mongyu décembre 1944 - janvier 1945
- Bataille de Lashio mars 1945
- Bataille de Hsipaw mars 1945